# Roser Berdagué i Costa
Roser Berdagué i Costa   (Montcada i Reixac, 2 de juny de 1929 - 1 d'abril de 2025) va ser una traductora catalana.Va ser membre de l'Associació d'Escriptors en Llengua Catalana i sòcia d'honor de l'Associació Col·legial d'Escriptors de Catalunya.
Es va llicenciar en Filosofia i Lletres, Secció de Filologia Moderna, especialitat anglès. En 1950 va iniciar la seva activitat professional en Pro-Libris (Estudis i Difusió Bibliogràfica). En 1962 va començar el seu treball com a traductora independent per a diferents editorials. Ha traduït 350 obres de l'anglès, francès i italià al castellà i català, a part d'articles i conferències i de la correcció literària de versions realitzades per altres traductors.
Al llarg de la seva carrera, va traduir unes 350 obres d'autors com Wilkie Collins, Jack London, Herman Melville, George Steiner, Charles Dickens, Joseph Brodsky, Agota Kristof i Edgar Allan Poe, entre d'altres. També va traduir obres d'autors catalans com Isabel Clara Simó i Maria Barbal al castellà. La seva tasca abastava una gran varietat de gèneres, incloent-hi narrativa, crítica literària, economia, història, ciència-ficció, filosofia, art, arquitectura i cuina.
El 2009 el Govern d'Espanya li va atorgar el Premi Nacional a l'Obra d'un Traductor per tota la seva vida professional.